# Spreetal (Grünheide (Mark))
Spreetal ist ein bewohnter Gemeindeteil der Gemeinde Grünheide (Mark) im Landkreis Oder-Spree in Brandenburg.

## Geografische Lage
Spreetal liegt östlich des Gemeindezentrums und dort unmittelbar an der Spree, die von Osten kommend in südwestlicher Richtung am Gemeindeteil entlangfließt. Westlich liegt der weitere Ortsteil Hangelsberg südwestlich der bewohnte Gemeindeteil Wulkow.

## Geschichte
Spreetal erschien als Wohnplatz erstmals im Jahr 1950 in den Akten. Allerdings ist in den Karten des Deutschen Reiches von 1902 bis 1948 bereits eine Wohnbebauung entlang der Verbindung von Hangelsberg nach Mönchwinkel erkennbar.